# Proteïna vírica
Una proteïna vírica és alhora un component i un producte d'un virus. Les proteïnes víriques s'agrupen segons les seves funcions, i els grups de proteïnes víriques inclouen proteïnes estructurals, proteïnes no estructurals, proteïnes reguladores i proteïnes accessories. Els virus no tenen els mitjans per reproduir-se per si mateixos, sinó que depenen dels recursos de la seva cèl·lula hoste per reproduir-se. Així, els virus no codifiquen moltes de les seves pròpies proteïnes víriques, sinó que utilitzen la maquinària de la cèl·lula hoste per produir les proteïnes víriques que necessiten per a la replicació.